# Bernd Rosemeyer
Bernd Rosemeyer (14. října 1909 – 28. ledna 1938) byl německý automobilový závodník. V letech 1935–1937 patřil ke světové špičce závodníků Grand Prix. Byl členem SS v hodnosti Hauptsturmführer (kapitán).

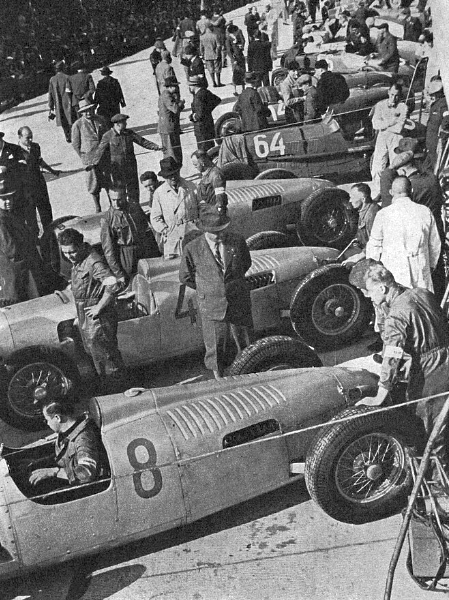
Vozy Auto Union před Velkou cenou v Brně, st. č. 8 pozdější vítěz Bernd Rosemeyer, u st. č. 4 ve světlém plášti dr. Ferdinand Porsche (1935)

## Závodní kariéra
Jeho otec vlastnil garáž s opravnou motocyklů a automobilů, kde se mladý Rosemeyer zaučil jako mechanik. Nejprve začínal závodit na dvou kolech v roce 1931. O rok později na slavném Nüburgringu při závodech Eifelrennen obsadil 29. května na NSU 2. místo v kategorii přes 350 cm3. V letech 1933–34 s NSU a BMW vyhrál devět velkých závodů. Později zaujal DKW, která se nedlouho předtím spojila s dalšími třemi výrobci, a tak vznikl Auto Union. Jen po několika závodech na závodních motocyklech se stal členem závodního týmu Auto Union s téměř nulovou zkušeností se závodními automobily. To bylo vlastně považováno za přínos, protože nebyl zvyklý na zacházení s tradičně rozloženými hmotnostmi v závodních vozech. V konstrukci Auto Unionů jako u prvních závodních automobilů Grand Prix byl motor umístěn vzadu. „Stříbrné šípy“ Auto Union o výkonu 500 koní (370 kW), navržené Ferdinandem Porschem, byly rychlé, ale bylo velmi obtížné je uřídit. To zvládl „nezatížený“ Bernd Rosemeyer, později Tazio Nuvolari a v menší míře „Král vrchů“ Hans Stuck.
Rosemeyer byl díky zkušenostem z mládí velmi kvalifikovaným mechanikem, a tak jako Hermann Lang z Mercedesu dokázal poskytnout technickou zpětnou vazbu konstruktérům, vedoucímu projektu Ferdinand Porsche a vývojovému inženýru Robert Eberan-Eberhorst. To jim umožnilo dále rozvíjet automobily Auto Union a připravit je na závody tak, aby byly rychlejší a snadněji ovladatelné.

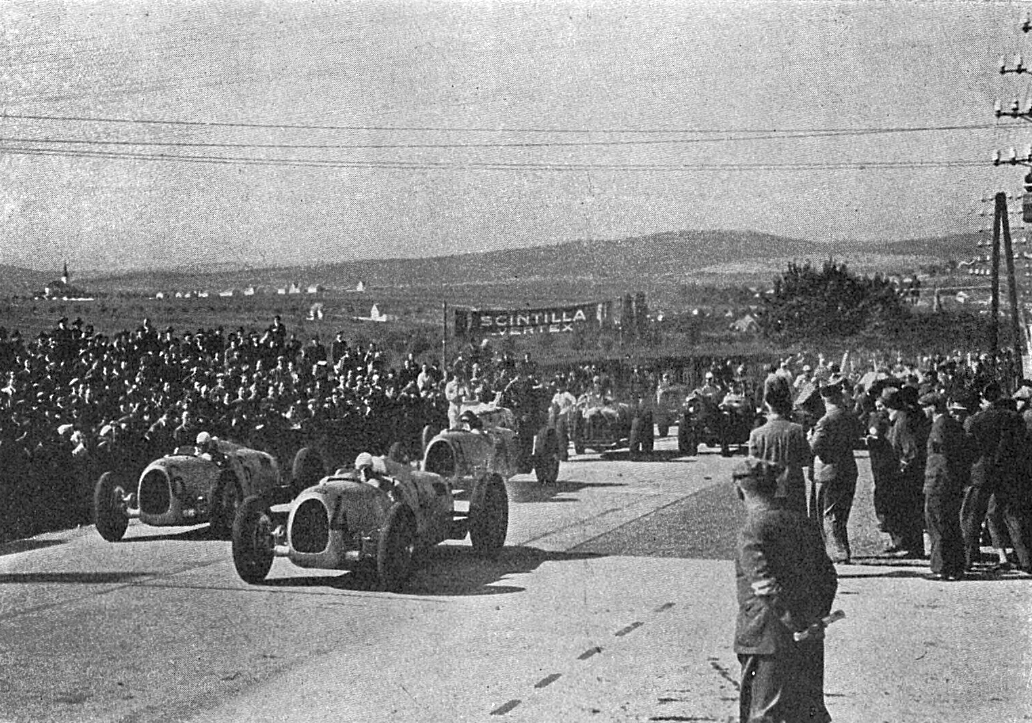
Start Velké ceny v Brně, st. č. 4 Stuck, st. č. 6 Varzi, st. č. 8 Rosemeyer (1935)

Ve své druhé historické Grand Prix na německém Nürburgringu (13. Eifelrennen 1935) se Rosemeyer krátce po startu ujal na Auto Union Type B (4,9–5,6 l, V16, 375 HP) vedení. Téměř neuvěřitelnou smůlou těsně před cílem, na dohled cílové mety, špatně zařadil a byl předstižen Rudolfem Caracciolou. V následujících letech vyřešil chybu z Nürburgringu 1935 tím, že vyhrál tři po sobě jdoucí německé Velké ceny (Nürburgring 1936–7, Hockenheim 1936). V roce 1935 (29. září) vyhrál svou první Grand Prix na brněnské Velké ceně Masarykově v Československu. To bylo jeho první velké vítězství za volantem závodního speciálu Auto Union Type B. O šest a půl minuty zde porazil skvělého Tazia Nuvolariho na Alfě Romeo 8C-35 (3,8 l, R8) a třetího Louise Chirona, vítěze ročníků 1931–1933, rovněž na Alfě (Alfa Romeo Tipo B/P3).
Jeho nejúspěšnější sezónou byl rok 1936, kdy zvítězil v Mistrovství Evropy Velkých cen (seriál 4 podniků: Monako, Německo, Švýcarsko a Itálie) s vozem Auto Union Type C (6,0 l, V16, 485–520 HP). V roce 1936 vyhrál Rosemeyer 14. června závod Eifelrennen, 26. července legendární závod v mlze na okruhu Nürburgring, Velkou cenu Německa (ME), kde zajel i nejrychlejší kolo závodu, a v období od 15. srpna do 27. září také každý z těchto pěti po sobě jdoucích závodů: Coppa Acerbo (Grand Prix Pescary, 15. srpna), Velká cena Švýcarska (ME, 23. srpna) na Bremgartenu u Bernu, závod do vrchu Schauinsland ve Falcském lese (Freiburg, 30. srpna), Velká cena Itálie na Monze (ME, 13. září) a závod do vrchu Feldberg (v pohoří Taunus, 27. září). Mimo to byl prvním jezdcem, který zajel jedno kolo okruhu Nürburgring pod 10 minut. V roce 1936 získal také tituly šampiona v mistrovství Německa v závodech do vrchu a v silničních závodech.
V roce 1937 vyhrál Rosemeyer na Auto Unionu tři evropské závody kategorie Grand Prix ADAC Eifelrennen (13. června), Grand Prix Pescary (Coppa Acerbo, 15. srpna), v Donningtonu (2. října) a také v USA Vanderbilt Cup (5. července), což ho učinilo populárním nejen v Německu. Na Velké ceně Masarykově v Brně šel po startu do čela Lang (Mercedes) sledován Rosemeyerem a Müllerem (oba Auto Union). V 3. kole se Rosemeyer přiblížil k Langovi, ve 4. kole zaútočil a dostal se do čela. Po Langově havárii Caracciola zvýšil své tempo a v 7. kole Rosemeyera předstihl. V 8. kole Rosemeyer v Pisárkách zastavil pro poruchu brzd (zablokované kolo) a vzdal. Rosemeyer se po odpadnutí v 8. kole dokázal vrátit do boxů, když ho tam jeden ochotný divák zavezl. Müller (z 2. místa klesl na 4.) pak dostal signál, aby zastavil v dalším kole, a předal po 11. kole vůz Rosemeyerovi. Potom  začal zajíždět rychlá kola a stáhl ztrátu na Seamana na třetím místě na 48 vteřin. Trvalo nějakou dobu, než z boxů Mercedesu upozornili Seamana na zezadu blížící se nebezpečí. Neuvěřitelné se stalo skutkem a Rosemeyer předjel překvapeného Seamana a přerušil tak defilé tří mercedesek v čele závodu. H. Müller a B. Rosemeyer byli na Auto Unionu typu C klasifikováni na 3. místě.
Jeho výkony z let 1935–7 daly srovnávat s érou Rudolfa Caraccioly (ME 1935, 1937–8) a Tazio Nuvolariho (ME 1932) z poloviny 30. let. Celkem vyhrál 10 závodů kategorie Grand Prix. Během sezony 1937 navíc Rosemeyer překonal na Auto Union Typ C Stromlinie celkem dvaadvacet rychlostních rekordů. Posouvání hranic se mu však nakonec stalo osudným.

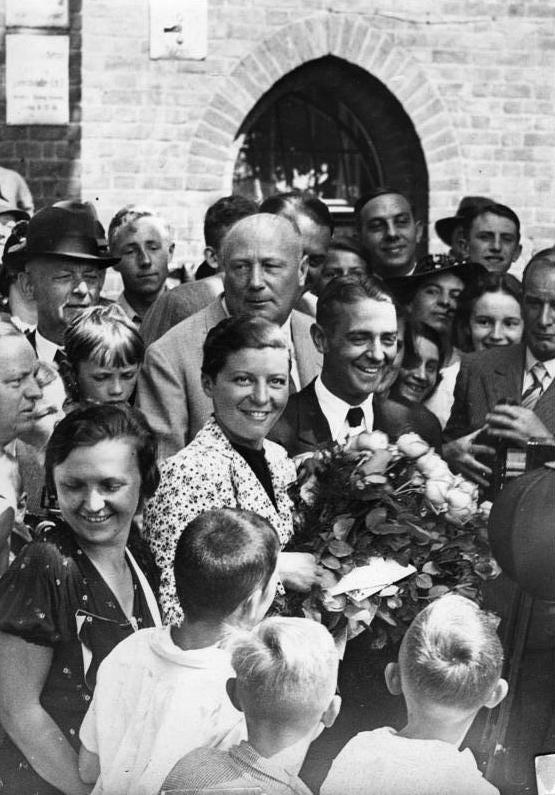
Svatba Elly Beinhornové a Bernda Rosemeyera (1936)

## Osobní život
Se svou budoucí manželkou se seznámil v Brně v roce 1935. V té době Elly Beinhornová (1907–2007) už byla dobře známá pilotka. Od roku 1931 létala po celém světě a za účelem financování svých letů přednášela o letectví v aeroklubech. V roce 1935 takto přednášela i v brněnském aeroklubu a jako host Auto Unionu se zúčastnila Masarykovy Grand Prix, která se konala v době její návštěvy v Brně. Vítězem se stal nováček jménem Bernd Rosemeyer a Elly byla požádána tiskovým mluvčím Auto Unionu, aby šla pogratulovat mladému vítězi. O rok později 13. července měli svatbu. Rosemeyer si udělal pod instruktorstvím manželky pilotní průkaz a v roce 1937 letěli na opožděnou svatební cestu Messerschmittem do Jižní Afriky, kde Rosemeyer absolvoval závody, v Kapském Městě a East Londonu.

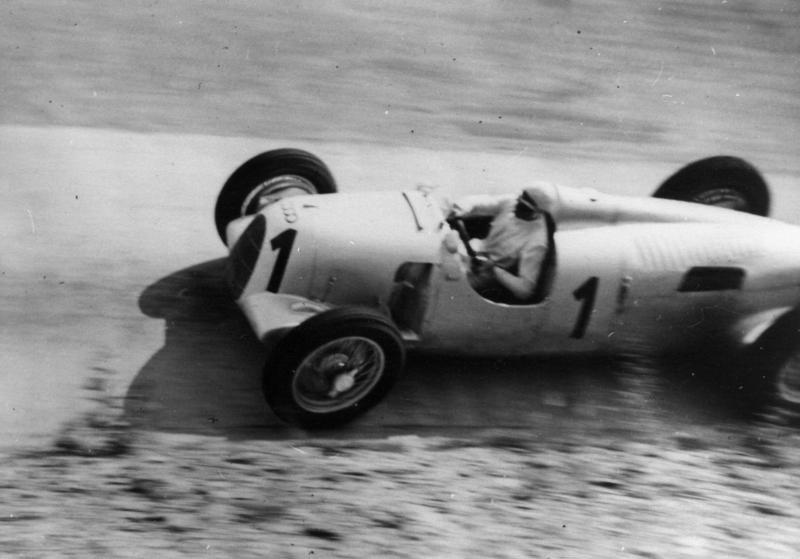
Bernd Rosemeyer v Auto Union Type C při ADAC Eifelrennen 13. června 1937

Bernd Rosemeyer považoval číslo 13 za své šťastné číslo. Oženil se 13. července 1936. O 13 dní později získal německou Grand Prix na Nürburgringu. Jeho poslední vítězství Nürburgringu přišlo 13. června 1937. Jeho poslední vítězství se uskutečnilo na zahájení jeho 13. sezóny, v roce 1937 v Donington Parku.
Jeho úspěchů si všimly i nacistické špičky, které ho chtěly zneužít pro propagandu. Heinrich Himmler (1900–1945) z něj dokonce udělal elitního člena SS. Jemu ovšem politika nic neříkala.

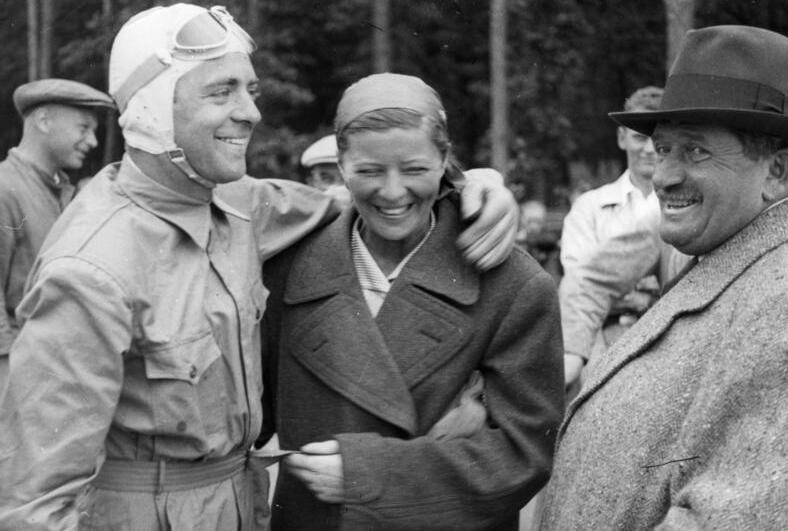
Bernd Rosemeyer, Elly Beinhorn, Ferdinand Porsche (červen 1937)

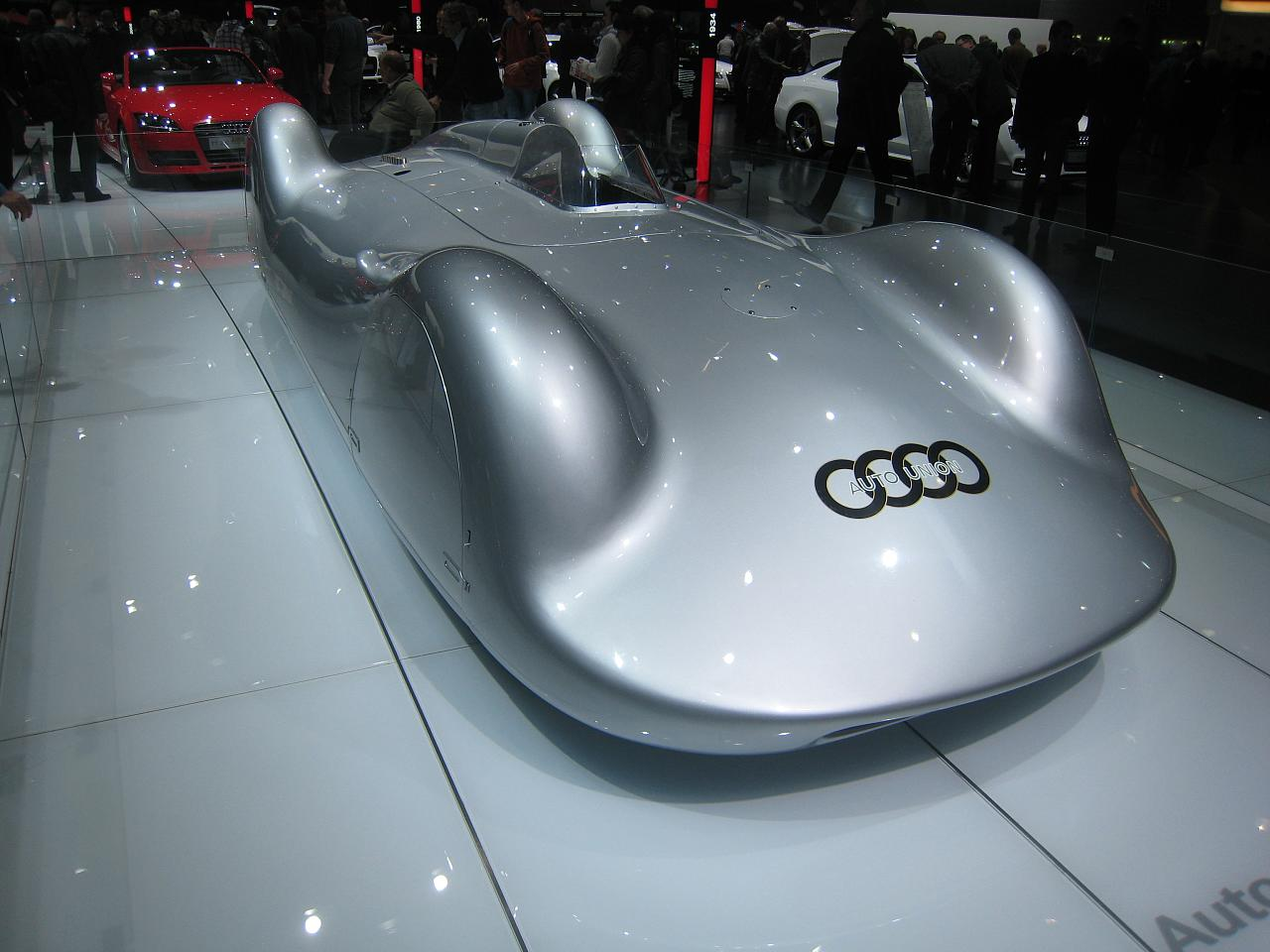
Rekordní vůz Auto-Union Typ C Stromlinie na Motorshow Geneva 2009

## Smrtelná nehoda
V roce 1937 vytvořil Rosemeyer na Auto Unionu 3 světové, rychlostní rekordy. S pevným startem na 1 km dosáhl rychlosti 188,7 km/h, na 1 míli 232,2 km/h a s letmým startem na 10 mil 360,3 km/h. V dalším pokusu o rychlostní rekord řídil v říjnu 1937 aerodynamicky kapotovaný vůz Auto Union a jako prvnímu v historii se mu podařilo překonat na veřejné silnici rychlost 400 km/h (406 km/h).
Rosemeyer se zabil během dalšího pokusu o rychlostní rekord na pozemní komunikaci, na dálnici mezi Frankfurtem a Darmstadtem. Když 28. ledna 1938 dosáhne jeho věčný soupeř Caracciola na dálnici mezi Frankfurtem a Darmstadtem rychlosti 432,7 kilometru za hodinu, což je dodnes nepřekonaný rekord dosažený na veřejné silnici, byl Rosemeyer první, kdo mu stiskl ruku. Ve snaze zlepšit rekord na ještě lepší hodnotu, navzdory hlášení, že se vítr zesiluje, Rosemeyer usedl do vozu. Po dvou zkušebních jízdách při třetím a posledním pokusu v 11:47 havaroval. Ať už bylo auto zachyceno nárazem větru nebo nepředvídatelným aerodynamickým účinkem vybočilo z trasy, sklouzl se vůz doleva na středová svodidla, potom doprava a mimo hlavní silnici, kde se vznesl do vzduchu a narazil na pilíř dálničního mostu. Rosemeyer byl vymrštěn z auta, když se auto vznášelo směrem k mostu. Má se za to, že zemřel, než dopadl na zem.
Jako národní hrdina měl Bernd Rosemeyer pohřeb s celou řadou politických řečníků, i když si Elly přála malý, komorní obřad. NSDAP zcela tento požadavek ignorovala a manželka národního hrdiny obdržela množství oficiálních kondolencí od nejvyšších činovníků Třetí Říše včetně Adolfa Hitlera.
Ještě dnes je považován za jednoho z největších německých automobilových závodníků všech dob. To co dokázal za tři roky, mnozí ostatní nestihli za celý život.

## Památník a vzpomínkové akce
Bernd Rosemeyer je pohřben na lesním hřbitově Dahlem (Hüttenweg 47) v Berlíně. Rosemeyerův památník leží jižně od Frankfurtu, na jižní straně dálnice A5 poblíž kilometrovníku 508, na dálničním odpočívadle nazvaném Bernd Rosemeyer-Parkplatz. Na jeho jižním konci vede pěšina západně do lesa, kde je památník umístěn. Stojí i bronzový památník vedle vchodu do muzea Donington Park v anglickém Leicestershire, kde zaznamenal Rosemeyer poslední vítězství v závodě Grand Prix.
Továrna Audi postavila v roce 2000 model vozu (koncept) nazvaný Audi Rosemeyer, který kombinoval prvky moderního designu s výrazem, který se hlásil ke slavnému odkazu a silně se podobal bývalému závodnímu vozu Grand Prix – „Silver Arrows“ (Stříbrný šíp), zvláště díky jeho 16válcovému motoru, se kterými jezdil Rosemeyer.
V jeho rodném městě Lingen/Ems, Bahnhofstraße (Nádražní ulice), kde závodník vyrostl, byla v roce 1938 přejmenována tato ulice nacistickou stranou na jeho počest jako „Bernd-Rosemeyer-Straße“. Kromě toho, v tomto městě sídlí klub Motorsport „MSC Bernd Rosemeyer Lingen eV im ADAC“, který byl založen v roce 1964. Po něm pojmenovaný „Autohaus Rosemeyer“ na adrese Lindenstraße 7 (Lípová 7) skončil svou činnost dne 30. listopadu 2003.

### Kompletní výsledky Rosemeyera v Mistrovství EvropyAIACR
| Legenda k tabulce | Legenda k tabulce                                                                       |
| Barva             | Výsledek                                                                                |
| ----------------- | --------------------------------------------------------------------------------------- |
| Zlatá             | Vítěz                                                                                   |
| Stříbrná          | 2. místo                                                                                |
| Bronzová          | 3. místo                                                                                |
| Zelená            | Bodované umístění                                                                       |
| Modrá             | Nebodované umístění                                                                     |
| Modrá             | Dokončil neklasifikován (NC)                                                            |
| Fialová           | Odstoupil (Ret)                                                                         |
| Červená           | Nekvalifikoval se (DNQ)                                                                 |
| Červená           | Nepředkvalifikoval se (DNPQ)                                                            |
| Černá             | Diskvalifikován (DSQ)                                                                   |
| Bílá              | Nestartoval (DNS)                                                                       |
| Bílá              | Závod zrušen (C)                                                                        |
| Světle modrá      | Pouze trénoval (PO)                                                                     |
| Světle modrá      | Páteční testovací jezdec (TD)                                                           |
| Bez barvy         | Netrénoval (DNP)                                                                        |
| Bez barvy         | Vyřazen (EX)                                                                            |
| Bez barvy         | Nepřijel (DNA)                                                                          |
| Bez barvy         | Odvolal účast (WD)                                                                      |
| Bez barvy         | Nezúčastnil se (prázdné)                                                                |
| Označení          | Význam                                                                                  |
| Tučnost           | Pole position                                                                           |
| Kurzíva           | Nejrychlejší kolo                                                                       |
| †                 | Jezdec nedojel do cíle, ale byl klasifikován, protože odjel více než 90 % délky závodu. |
| ‡                 | Byl udělován poloviční počet bodů, protože bylo odjeto méně než 75 % délky závodu.      |
| Horní index       | Umístění bodujících jezdců ve sprintu                                                   |

| Rok  | Tým        | Vůz              | 1             | 2     | 3       | 4     | 5     | 6             | 7     | Umístění v ME | Body |
| ---- | ---------- | ---------------- | ------------- | ----- | ------- | ----- | ----- | ------------- | ----- | ------------- | ---- |
| 1935 | Auto Union | Auto Union typ B | MON DNS       | FRA 5 | BEL DNS | GER 4 | SUI 3 | ITA Ret (DNF) | ESP 5 | 5             | 25   |
| 1936 | Auto Union | Auto Union typ C | MON Ret (DNF) | GER 1 | SUI 1   | ITA 1 |       |               |       | 1             | 10   |
| 1937 | Auto Union | Auto Union typ C | BEL DNS       | GER 3 | MON 4   | SUI 5 | ITA 3 |               |       | 7             | 28   |

## Vítězství v závodech Grand Prix
- 1935 – Masarykův okruh Auto Union Type B
- 1936 – GP ADAC Eifelrennen Auto Union Type C
- 1936 – Grand Prix Německa Auto Union Type C
- 1936 – Grand Prix Pescary (Coppa Acerbo) Auto Union Type C
- 1936 – Grand Prix Itálie Auto Union Type C
- 1936 – Grand Prix Švýcarska Auto Union Type C
- 1937 – GP ADAC Eifelrennen Auto Union Type C
- 1937 – Vanderbilt Cup Auto Union Type C
- 1937 – Grand Prix Pescary (Coppa Acerbo) Auto Union Type C
- 1937 – Grand Prix Donington Auto Union Type C

## Vítězství v závodech do vrchu
- Schauinsland (Freiburg), Großer Bergpreis von Deutschland 1936, Auto Union Type C
- Feldberg (Taunus) 1936, Auto Union Type C